# Dendroclathra caeruleofusca
Dendroclathra caeruleofusca är en svampart som beskrevs av Voglmayr & G. Delgado 2001. Dendroclathra caeruleofusca ingår i släktet Dendroclathra, divisionen sporsäcksvampar och riket svampar.   Inga underarter finns listade i Catalogue of Life.